# Diaphyodectes prolatus
Diaphyodectes és un gènere de petits mamífers prehistòrics de la família dels pseudorrincociònids. Se n'han trobat restes fòssils a Europa. Anteriorment se'l classificava dins de la família dels leptíctids, però en un article publicat el 2013 se'l traslladà a la seva família actual.